# Reanuedo
Reanuedo es el que sería el último álbum del dúo musical Sin Bandera, luego de separarse y juntarse otra vez siete años después (en 2015). Fue lanzado al mercado por Sony Music en 2009.

## Lista de canciones

### CD
| Reanuedo |                             |          |  |
| N.º      | Título                      | Duración |  |
| 1.       | «Ves»                       |          |  |
| 2.       | «Qué lloro»                 |          |  |
| 3.       | «Te vi venir»               |          |  |
| 4.       | «Mientes tan bien»          |          |  |
| 5.       | «Kilómetros»                |          |  |
| 6.       | «Entra en mi vida»          |          |  |
| 7.       | «Suelta mi mano»            |          |  |
| 8.       | «Cómo voy a odiarte»        |          |  |
| 9.       | «Junto a ti (feat. Vico C)» |          |  |
| 10.      | «Amor real»                 |          |  |
| 11.      | «Si tú no estas aquí»       |          |  |
| 12.      | «Si me besas»               |          |  |
| 13.      | «Para alcanzarte»           |          |  |
| 14.      | «Que me alcance la vida»    |          |  |